# Jostein Nordmoe
Jostein Nordmoe född 23 januari 1895 i Målselv och död 1965 i Tromsø, var en kanadensisk vinteridrottare. Han deltog i de olympiska spelen 1932 i Lake Placid. I nordisk kombination kom han på 10:e plats. 